# Eurytenes campanariae
Eurytenes campanariae är en stekelart som först beskrevs av Fischer 1959.  Eurytenes campanariae ingår i släktet Eurytenes och familjen bracksteklar. Inga underarter finns listade i Catalogue of Life.